# 日本漫画社团
日本漫画社团（日语：マンガジャパン）是以日本的叙事型漫画家们为中心，以促进互相交流为目的的社团。除了为漫画家提供咨询、保护漫画家的权益外，也在开展着国际文化交流事业等项目。 于1993年11月15日成立。

## 社团目标
- 在全球传播日本漫画文化、促进漫画界的国际交流的同时也希望在日本建立一个“漫画博物馆”。
- 促进漫画家与大众媒体之间的交流。
- 为想要参与漫画文化的人们提供支持。
- 以各种形式传播漫画文化。

## 事件

### 基金电话卡事件
发生在2001年的一起著作权侵权案。 日本漫画社团在以慈善为目的制作并销售电话卡时，以千叶彻弥的漫画《明日之丈》的主人公矢吹丈为主题设计的电话卡上印有“ILLUSTRATION ©CHIBA TETSUYA”而引起争议。
对《明日之丈》的著作权同时属于漫画家千叶彻弥、原作者梶原一骑和出版社讲谈社一事声明漫画的版权应当只为漫画家所拥有而引起争议。

### 樱花刊稿件泄露事件
针对破产的樱花出版社的稿件泄露事件发表了应当维护漫画家的权益的声明。详情请参考漫画原稿保护会（日语：漫画原稿を守る会）。

### 反对东京都青年健康发展条例
2010年，东京都政府拟修订《东京都青年健康发展条例》时，曾提交反对声明，称修改该条例会侵犯言论自由。

## 组织
- 代表：里中满智子
- 秘书长：里中满智子（兼任）
- 会计：矢口贵夫